# Mossahedtjärnen
Mossahedtjärnen är en sjö i Skellefteå kommun i Västerbotten och ingår i Skellefteälvens huvudavrinningsområde.